# Joop Bakker (honkballer)
Joop Bakker is een voormalig Nederlands honkballer.
Bakker, speler van TYBB, maakte in 1957 en 1958 deel uit van het Nederlands honkbalteam. Hij speelde twee interlands. Tevens maakte hij deel uit van het nationale team dat in 1958 een reis naar Amerika maakte om daar tegen collegeteams te spelen.